# (7) Iris
(7) Iris es un asteroide perteneciente al cinturón de asteroides descubierto por John Russell Hind desde el observatorio George Bishop de Londres, Reino Unido, el 13 de agosto de 1847. Está nombrado por Iris, una diosa de la mitología griega.

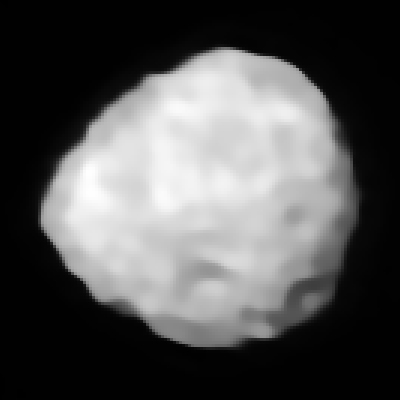
Asteroide Iris

## Características orbitales
Iris orbita a una distancia media de 2,387 ua del Sol, pudiendo acercarse hasta 1,836 ua y alejarse hasta 2,937 ua. Tiene una excentricidad de 0,2308 y una inclinación orbital de 5,523°. Emplea 1347 días en completar una órbita alrededor del Sol.

## Características físicas

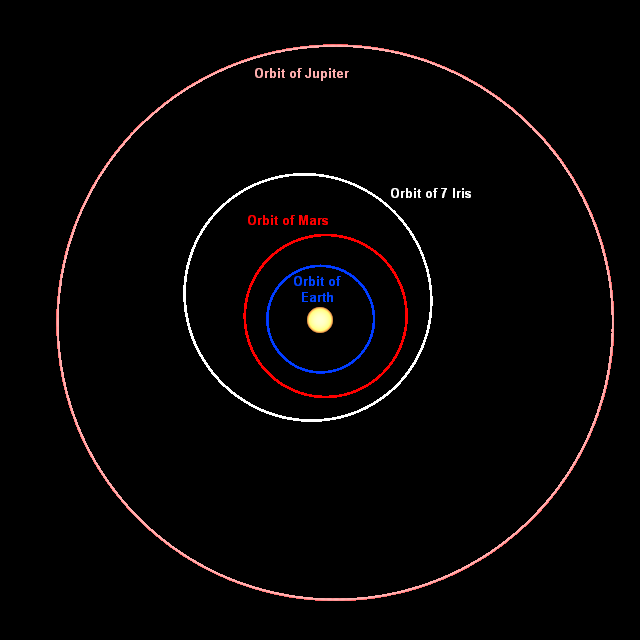
Órbitas de la Tierra, Marte, Iris y Júpiter.

Iris es uno de los mayores asteroides del cinturón de asteroides. Tiene una superficie de color muy brillante y está compuesto probablemente por una mezcla de metales de níquel-hierro y silicatos de hierro y magnesio. Se observó a Iris ocultando una estrella el 26 de mayo de 1995 y posteriormente el 25 de julio de 1997. De ambas observaciones se calculó un diámetro de unos 200 km. Observaciones de su espectro visual sugieren que, por sus propiedades minerales, Iris puede ser una fuente de meteoritos del tipo de los condritos.[cita requerida]